# Filip De Man

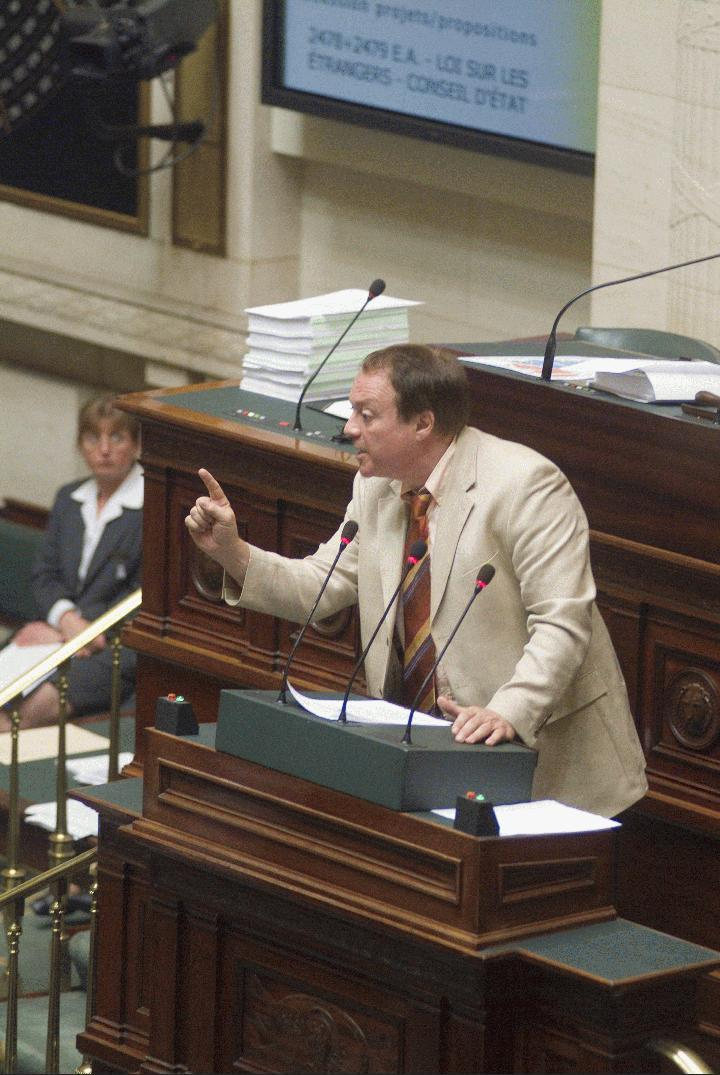
Filip De Man

Filip Emiel Julien De Man (* 11. November 1955 in Roeselare) ist ein flämischer Politiker und Journalist. Er ist Lizentiat der Literatur und Philosophie und wohnt in Vilvoorde. Er ist der Sohn des Rechtsanwalts und Autors Jos De Man und Bruder der Schauspielerin Brigitte De Man.

## Politische Karriere
Im Jahre 1991 wurde er Abgeordneter der Belgischen Abgeordnetenkammer für den Vlaams Belang (den ehemaligen Vlaams Blok). In seiner Partei gehört er zu der meist rechten Gruppe, mit einem entschiedenen Anti-Einwanderer-Standpunkt. Von ihm stammt die Aussage, ein Muslim könne kein Demokrat sein. In der Abgeordnetenkammer sperrt er sich gegen die Einbürgerung von Hunderttausenden von Ausländern und gegen die verdeckte Legalisierung illegaler Einwanderer. In Bezug auf die Kriminalitätszahlen plädiert er für eine ehrliche Aufklärung der Bürger. Als Befürworter eines harten Vorgehens gegen Verbrecher tritt er für die tatsächliche Vollstreckung der ausgesprochenen Freiheitsstrafen, die Todesstrafe für Mörder wie Dutroux und Aït Oud, die Abschiebung verurteilter Personen mit Migrationshintergrund und die aktive Fahndung terroristischer Zellen ein.
Hinsichtlich Energie und Klima vertritt er den Standpunkt, das die Kernkraftwerke der dritten und der vierten Generation, zusammen mit der Wasserstoffwirtschaft, eine Antwort bieten sowohl auf die Petroleumerpressung durch feindliche Regime wie auch auf Schwierigkeiten bezüglich Energieversorgung, und jedenfalls der Klimaerwärmung nicht unzuträglich sind (obwohl er bezweifelt, der Mensch sei für diese Erwärmung der wichtigste Verantwortliche).
In Sachen des Verhältnisses zwischen den Gemeinschaften in Belgien vertritt er den Standpunkt „Gute Verwaltung = flämische Verwaltung“ und plädiert er für die Einführung der Subnationalität in Brüssel, wobei die Einwohner für das flämische soziale und fiskale System wählen können. Ihm zufolge sollte das zu einer stärkeren Position bei den endgültigen Verhandlungen über die Spaltung Belgiens führen (Kongreßbuch Brüssel, 1999). Seine Ansicht bezüglich Europa ist konföderal, mit starker Hervorhebung des Grundsatzes der Subsidiarität und des Ausbaus der Festung Europa, um der Masseneinwanderung aus dem Süden vorzubeugen. 
Am 26. Mai 2019 gelang ihm der Einzug in das Europaparlament bei der Europawahl 2019.

## Schriften
- 1999 De Zaak Demol, een commissaris geflikt, ins Französisch übersetzt: L’Affaire Demol. Un poulet chez les ânes (Der Fall Demol. Wie einem Kommissar einen Streich gespielt wurde).
- 2003 De Eeuwige Strijd. Hellas, Rome en Europa in het juiste perspectief (Der Ewige Kampf. Hellas, Rom und Europa in richtiger Perspektive).
- 2007 L’Etat PS. De Maffia aan de Macht. Mitautor neben Frank Vanhecke, ins Französische übersetzt: L’Etat-PS. La mafia au pouvoir (Der PS-Staat. Die Mafia an der Macht).
- 2007 De Eeuwige Strijd II. Europa: van Dageraad tot Avondland (Der Ewige Kampf II. Europa: vom Morgengrauen bis zum Abendland).

In den ersten zwei Teilen von De Eeuwige Strijd zeigt er sich als Gegner des Kulturrelativismus und des Egalitarismus und ergreift er Partei für die Auffassung von Genetikern, Soziobiologen und evolutionären Psychologen.
Als Mitautor war Filip De Man an mehreren Veröffentlichungen beteiligt: De kostprijs van de immigratie (Die Kosten der Einwanderung), Requisitoir tegen de drugsprofeten (Strafantrag gegen die Drogenpropheten), Waarheen met de politiediensten (Wohin mit den Polizeidiensten?), AIDS: geen paniek? (AIDS: Keine Panik?), Vlaams Blok: de Gezinspartij (Vlaams Blok: die Familienpartei) und Dossier politieke vluchtelingen (Dossier politische Flüchtlinge).